# 諏訪神社 (柏市)
諏訪神社（すわじんじゃ）は、千葉県柏市柏にある神社。旧社格は村社。神紋は諏訪大社下社の「明神梶の葉」。

## 祭神
- 建御名方命

## 由緒
創建年代は不詳ながら江戸時代の草創と考えられる。明治40年（1907年）9月に近辺の山王社・香取神社・天神社・八幡宮・雷神社・琴平神社の6社は当社に合祀。昭和50年（1975年）に社殿と社務所は改新築され、境内の末社と百余体の庚申塔が整備される。

## 境内

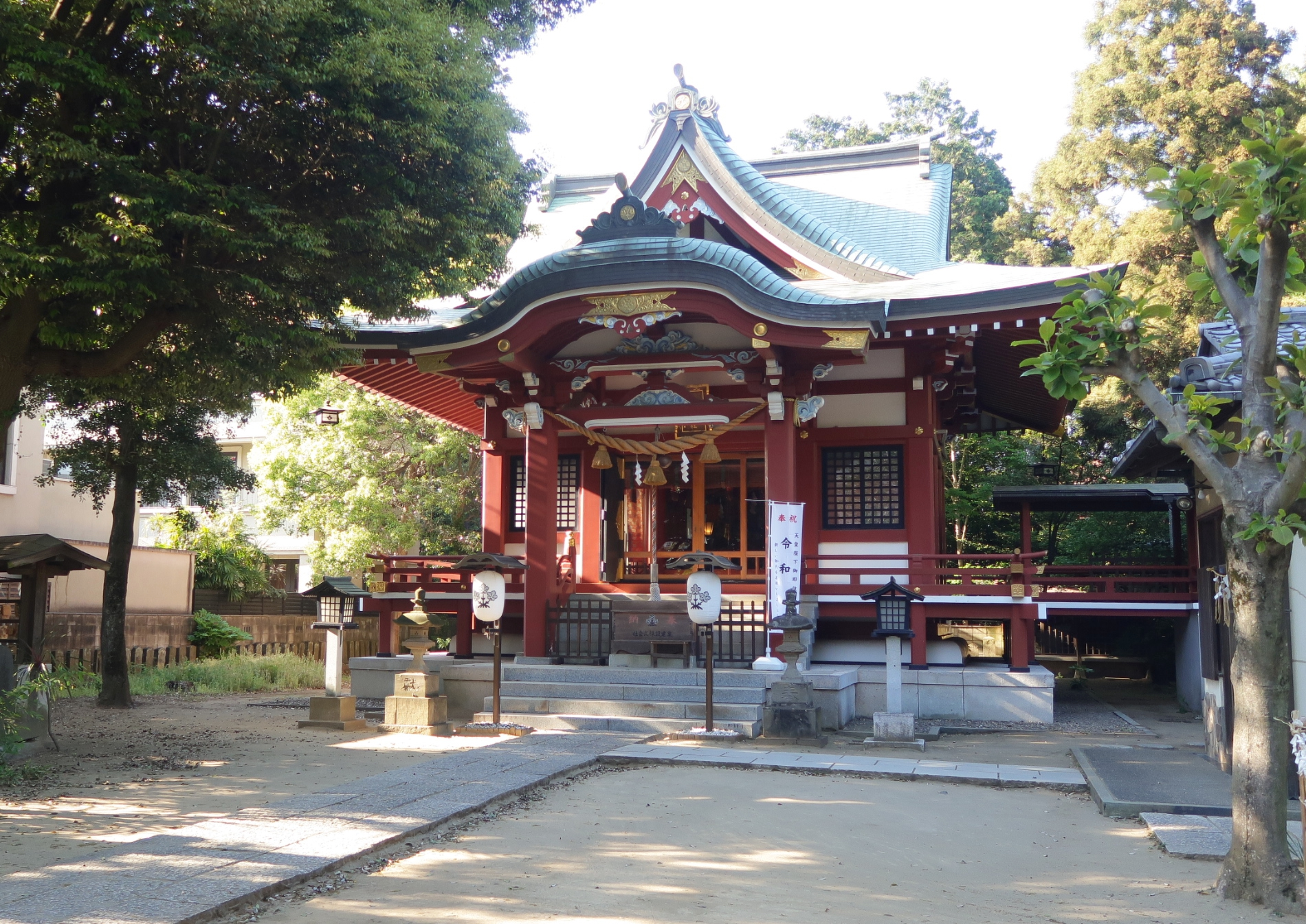
拝殿

### 摂末社
- 待道大権現
- 大神宮
- 香取神社
- 白山社
- 山王社
- 雷神社
- 疱瘡神社
- 道祖神社
- 天神社
- 琴平神社
- 三峯神社
- 阿夫利神社
- 八幡宮
- 鹿島大神宮
- 金毘羅大権現

## 祭事
- 例祭（9月20日）[2]

## 交通アクセス
- JR東日本・東武鉄道 柏駅より徒歩10分（約800m）

## 関連記事
- 諏訪神社
- 諏訪大社
- 柏神社
- 柏 (柏市)